# Нове Залесе (Замбровський повіт)
Нове Залесе (пол. Nowe Zalesie) — село в Польщі, у гміні Рутки Замбровського повіту Підляського воєводства.
Населення — 57 осіб (2011).
У 1975-1998 роках село належало до Ломжинського воєводства.

## Демографія
Демографічна структура станом на 31 березня 2011 року:
|          | Загалом | Допрацездатний вік | Працездатний вік | Постпрацездатний вік |
| -------- | ------- | ------------------ | ---------------- | -------------------- |
| Чоловіки | 29      | 6                  | 18               | 5                    |
| Жінки    | 28      | 7                  | 15               | 6                    |
| Разом    | 57      | 13                 | 33               | 11                   |